# هانس كونينغ
هانس كونينغ (بالهولندية: Hans Koning)‏ (12 يوليو 1921، أمستردام في هولندا - 13 أبريل 2007، إيستون في الولايات المتحدة)؛ صحفي وروائي هولندي.